# ژئان بوآن
ژئان بوآن (فرانسوی: Jehan Buhan‎؛ ۵ آوریل ۱۹۱۲ – ۱۴ سپتامبر ۱۹۹۹ (۸۷ سال)) شمشیرباز اهل فرانسه بود.